# Phesates uniformis
Phesates uniformis là một loài bọ cánh cứng trong họ Cerambycidae.